# پارکسدیل (کالیفرنیا)
پارکسدیل (به انگلیسی: Parksdale) یک منطقهٔ مسکونی در ایالات متحده آمریکا است که در شهرستان مادرا، کالیفرنیا واقع شده‌است. پارکسدیل ۴٫۶۹۱ کیلومتر مربع مساحت و ۲٬۶۲۱ نفر جمعیت دارد و ۸۵ متر بالاتر از سطح دریا واقع شده‌است.